# Tabanus brevicallus
Tabanus brevicallus är en tvåvingeart som beskrevs av Philip 1959. Tabanus brevicallus ingår i släktet Tabanus och familjen bromsar. Inga underarter finns listade i Catalogue of Life.